# Quartiers de Vienne
 (décembre 2023).
Si vous disposez d'ouvrages ou d'articles de référence ou si vous connaissez des sites web de qualité traitant du thème abordé ici, merci de compléter l'article en donnant les références utiles à sa vérifiabilité et en les liant à la section « Notes et références ».

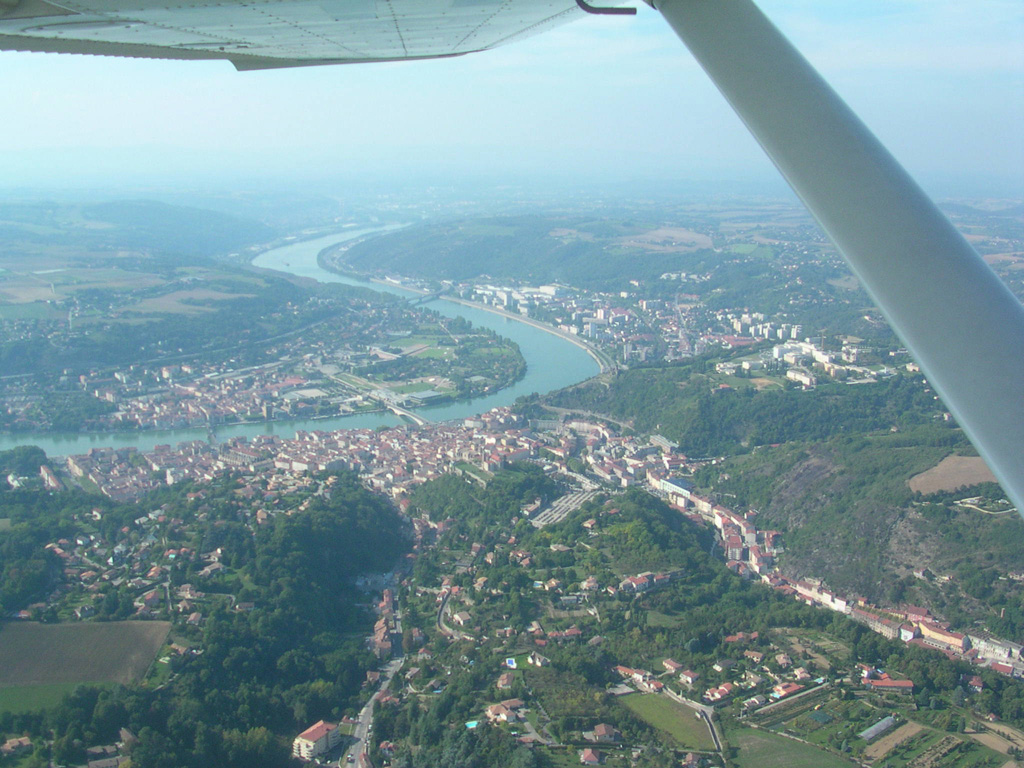
Vue aérienne de Vienne en Isère

Cet article concerne une liste des quartiers de Vienne (Isère), bien qu'il soit parfois difficile d'en circonscrire géographiquement le pourtour. On peut discerner les quartiers historiques bien définis. 
On peut dire, d'une façon générale, qu'un quartier est un ensemble de petits quartiers, qu'un petit quartier correspond donc à une partie d'un grand quartier et qu'un petit quartier déborde rarement sur deux grand quartiers. Il existe des exceptions comme le sous-quartier de Saint-Martin, à cheval sur la Vallée de Gère et le Centre-ville.

## Listes des quartiers

### Quartiers duCentre
- Centre-Ancien : Le Centre-Ancien est le quartier central du Centre-ville et de Vienne. Le Centre Ancien est le quartier le plus grand et le plus peuplé du Centre-ville.
- Champ-de-Mars :

- La Pyramide : Ce quartier est situé au sud du Centre-Ancien et entre le Champ de Mars et la Pyramide. À l'époque romaine ce quartier servait d'entrepôts pour la ville.

### Quartiers du Sud
- L'Isle : qui regroupe les 3 sous-quartiers suivants :

- L'Isle :

- Saint-Alban-les-Vignes :

- Saint-Germain :

### Quartiers du Sud-Est
- Coupe-Jarret :

- Les Charmilles :

- Les Tupinières :
- La Rente :
- Le Télégraphe :

### Quartiers de l'Est
- Vallée de Gère: qui regroupe les 3 sous-quartiers suivants :

- Saint-Martin : Saint-Martin est un quartier situé dans le Centre-ville et dans le quartier de la Vallée de la Gère. Il est centré sur l'église Saint-Martin et sur le pont Saint-Martin. C'est le quartier où on trouve le plus de logements sociaux dans la Vallée de Gère.

- Lafayette :

- Cancanne :

- Charlemagne :

- Saint-Benoît :

- Malissol :

- Pipet :

### Quartiers du Nord et du Nord-Est
- Mont Salomon et Mont Arnaud :  qui regroupe les 4 sous-quartiers suivants :
- Mont Salomon :
- Les Guillemottes :
- Mont Arnaud :
- Gravier Rouge :

### Quartiers du Nord-Ouest
- Estressin: qui regroupe les 5 sous-quartiers suivants :

- Le Grand Estressin : Le Grand Estressin est le quartier le plus grand et le plus peuplé d'Estressin. On y trouve également le plus de logements sociaux à Estressin. Il y a un site de transformation de produits laitiers ainsi qu'un centre de développement Yoplait et une zone industrielle à proximité du Centre commercial.

- Bon Accueil : Bon Accueil est un quartier traversé par la N7 en pente. On y trouve le seul collège d'Estressin : L'Institution Bon Accueil.

- Les Portes de Lyon : Les Portes de Lyon est un quartier de forme triangulaire, c'est aussi le quartier le plus petit d'Estressin. Avant la construction du Quai Pajot au XVIIIe siècle, la voie de Lyon à Marseille passait par la rue Druge. Une voie dallée antique a été fouillée en 2004. Deux tours du rempart romain ont été réutilisées au Moyen Âge.

- Les Charavelles : Les Charavelles est le seul quartier à être totalement situé sur une colline à Estressin. C'est ici qu'en 1969, des travaux d'urbanisme entraînèrent la découverte d'une nécropole romaine (IIe-IIIe siècle apr. J.-C., qui était située à proximité de la voie reliant Vienne à Lyon. Le site relève une vingtaine de tombes.

- Leveau : Leveau est un quartier en partie située dans la vallée de la Sévenne est aussi sur une colline. On y trouve une zone industrielle et au milieu se trouve un étang.